# Mitridat Armenski
Mitridat Armenski je bio iberski kraljević i kralj Armenije koja je bila pod protektoratom Rimskog Carstva.
Mitridata je na vlast postavio njegov brat Farsman I., kralj Iberije. Nakon što ga je ohrabrio Tiberije, Farsman je napao Armeniju i zauzeo njen glavni grad Artaxatu 35. godine. Kad je partski kraljević Orod, sin Artabana II. Partskog pokušao oduzeti Mitridatu to novoprisvojeno kraljevstvo, Farsman je okupio veliku vojsku kojom je potpuno porazio Partsko Carstvou postavljenoj bitci (Tacit, Anali. vi. 32-35). Kasnije je, oko 37. novi car Kaligula dao uhititi Mitridata, no Klaudije ga je vratio na armensko prijestolje oko 42. godine.
Zbog svega toga, Mitridatovi odnosi s Farsmanom su se pogoršali i iberski je kralj isprovocirao Radamista da izvrši invaziju na Armeniju i zbaci Mitridata 51. godine. 
Mitridata su njegovi rimski zapovjednici izdali te se predao. No, Radamist ga je dao smaknuti, a sam Radamist je uzurpirao krunu. 